# 楊澄甫
楊 澄甫（よう ちょうほ、Yang Cheng fu、1883年 - 1937年）は、楊氏三世。中国武術である太極拳の楊式太極拳中興の祖。
北京出身。祖籍は河北省永年県。本名は楊兆清。字は澄甫。子に楊振銘（守中）、楊振基、楊振鐸、楊振国がいる。親戚の趙斌、傅鍾文にも武術を教えた。
父楊健侯に幼い頃より武術を教わり、日々練習を重ね、後年には祖父の「小架子」、父が改良した「中架子」に、さらに健康への要求を考慮した「大架子（楊露禅の108式に対し、一般に85式と呼ばれる）」を完成した。また、太極拳の功夫のポイントとして「十三要點」を残す。
父健侯と共に北京で指導し、健侯の死後は、武漢、南京で武術を教えた。1912年頃に許禹生から要請され、北平体育研究社で指導した。1928年には張之江から強く要請され、南京中央国術館の武当門門長に就任した。その後も、杭州、上海、広州などで指導した。各地へ出向いて楊式太極拳の発展に尽力し、現在の世界規模での普及の基礎を作った。
現在の制定拳の簡化24式、48式、88式太極拳は、楊澄甫の楊式太極拳を基礎に陳式、呉式、孫式などの太極拳の特長を付加して整理創作された。
著書に「太極拳体用全書」（1934年）がある。